# Kyjiw (Wosnessensk)
Kyjiw (ukrainisch Київ; russisch Киев Kijew) ist ein Dorf im Nordwesten der ukrainischen Oblast Mykolajiw mit etwa 10 Einwohnern.
Das Dorf in den 1920er Jahren als Krasnyj Kyjiw gegründet und liegt westlich des Südlichen Bugs, 41 Kilometer nordwestlich der Rajonshauptstadt Wosnessensk und 123 Kilometer nordwestlich der Oblasthauptstadt Mykolajiw, die ehemalige Rajonshauptstadt Domaniwka befindet sich 26 Kilometer südlich des Ortes. Bis zum 19. Mai 2016 trug der Ort den ukrainischen Namen Tscherwonyj Kyjiw (Червоний Київ, wörtlich „Rotes Kiew“) und wurde dann im Zuge der Dekommunisierung in der Ukraine auf seinen heutigen Namen umbenannt.
Am 3. Oktober 2017 wurde das Dorf ein Teil der neugegründeten Landgemeinde Prybuschschja (Прибузька сільська громада/Prybuska silska hromada), bis dahin gehörte es zur Landratsgemeinde Bohdaniwka (Богданівська сільська рада/Bohdaniwska silska rada) im Nordosten des Rajons Domaniwka.
Seit dem 17. Juli 2020 ist es ein Teil des Rajons Wosnessensk.